# Omiodes milvinalis
Omiodes milvinalis is een vlinder uit de familie van de grasmotten (Crambidae). De wetenschappelijke naam van deze soort is voor het eerst voorgesteld als Deba milvinalis door Charles Swinhoe in een publicatie uit 1886.
De soort komt voor in India en is voor het eerst ontdekt in Pune.